# Kanton Ennezat
Kanton Ennezat (fr. Canton d'Ennezat) je francouzský kanton v departementu Puy-de-Dôme v regionu Auvergne. Tvoří ho 11 obcí.

## Obce kantonu
- Chappes
- Chavaroux
- Clerlande
- Ennezat
- Entraigues
- Martres-sur-Morge
- Saint-Beauzire
- Saint-Ignat
- Saint-Laure
- Surat
- Varennes-sur-Morge